# Sophrone d'Irkoutsk
Pour les articles homonymes, voir Sophrone.
Sophrone d'Irkoutsk, né ukrainien : Стефана Назаровича Кришталевського, vers 1703 près de Poltava dans la principauté de Pereïaslavl, mort à Irkoutsk (Sibérie) en 1771, fut missionnaire en Sibérie et évêque d'Irkoutsk.